# Piedra del Príncipe

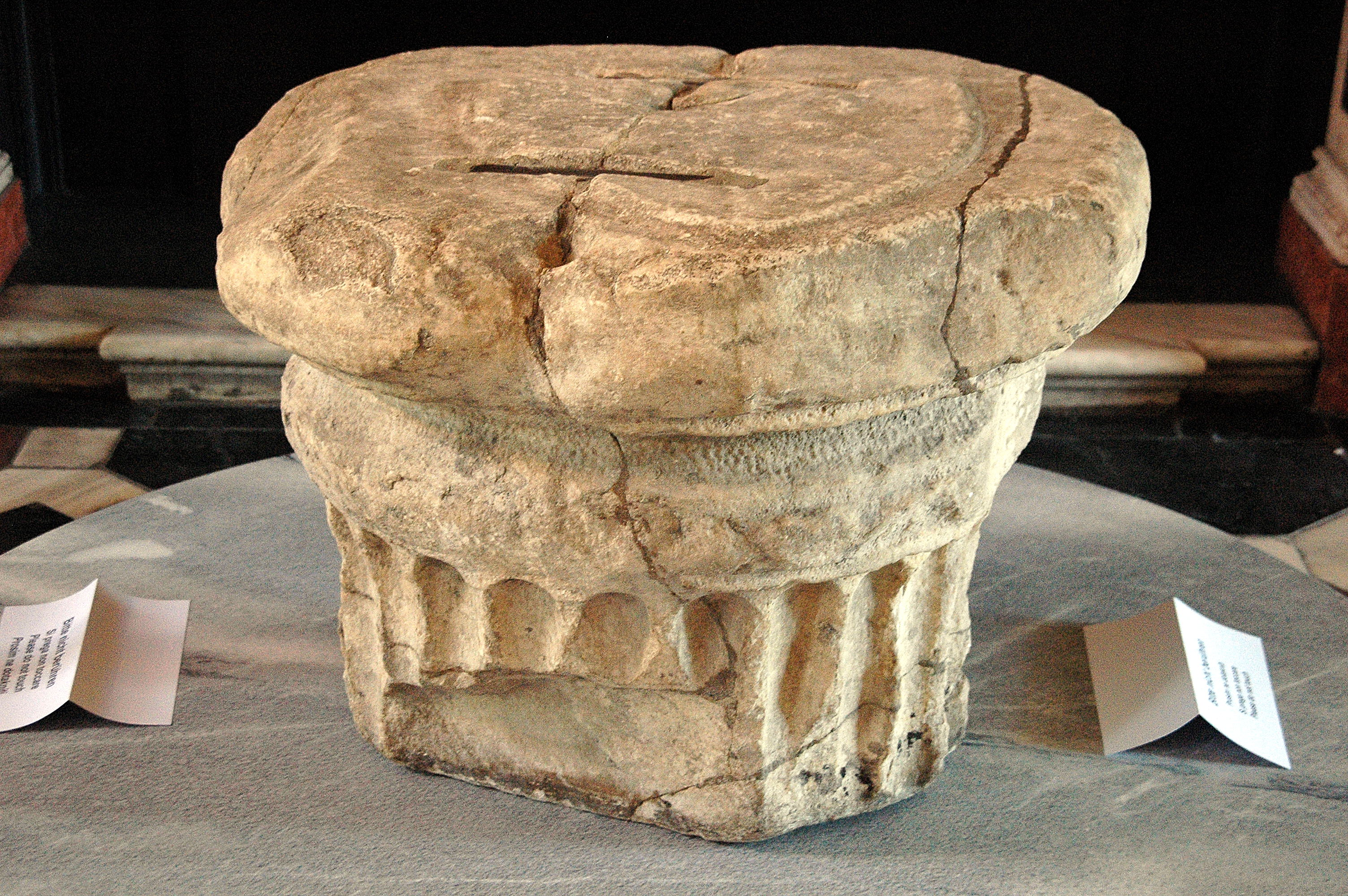
La Piedra del Príncipe en el Landhaus de Klagenfurt.

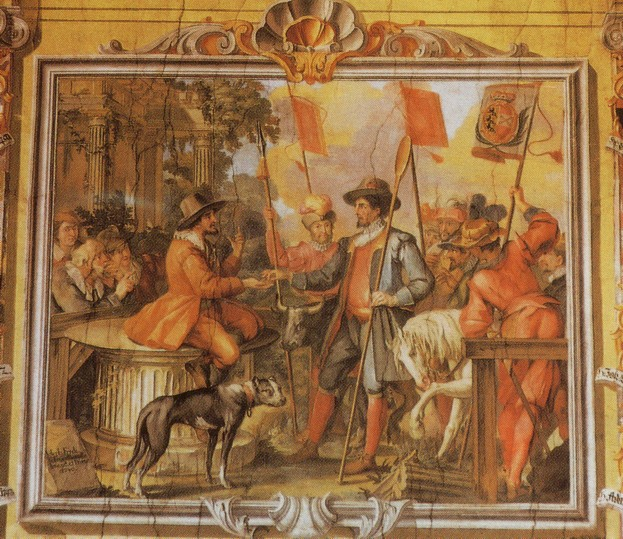
La entronización del Duque de Carintia, por Josef Ferdinand Fromiller (1740).

La Piedra del Príncipe (en alemán: Fürstenstein; en esloveno: Knežji kamen) es la basa invertida de una antigua columna jónica que desempeñó un importante papel en la ceremonia que rodea a la instalación de los príncipes de Carantania durante la Alta Edad Media. Después de incorporarse al Imperio franco, el procedimiento, en lengua eslovena, se mantuvo como la primera parte de la coronación de los duques de Carintia, seguido de una misa en la catedral de María Saal y la instalación en la Silla del Duque, donde hacía un juramento en alemán y recibía el homenaje de los estamentos.

## Historia
La columna probablemente era originaria de la cercana ciudad romana de Virunum, capital de la provincia de Nórico bajo el reinado del emperador Claudio (41-54). Durante la Edad Media, esta figuraba en la parte superior del escudo del Ducado de Carintia, y cuando en 1862 fue trasladada al Landhaus de la asamblea provincial de Klagenfurt, se situó al noroeste del Kaiserpfalz de Karnburg (en esloveno: Krnski grad), en la llanura de Zollfeld, construido por el emperador Arnulfo de Carintia.
La primera mención de la sedes Karinthani ducatus en el curso de la instalación de Herman II de Sponheim en 1161 probablemente se refiere a la Piedra del Príncipe. La ceremonia fue descrita explícitamente hacia 1341 por el cronista Juan de Viktring en su Liber certarum historiarum con motivo de la coronación de Meinhard II de Gorizia-Tirol en 1286: cuando el pretendiente a duque llegó ante la Piedra, se encontró a un campesino sentado en ella, que no se levantó hasta que Meinhard le aseguró que sería digno del cargo y un gobernante justo.
La partición de Carintia tras la Primera Guerra Mundial hizo de la Piedra del Príncipe una parte del disputado legado carantano. Cuando en 2005 el gobierno esloveno del presidente Janez Janša decidió representar la Piedra en la cara nacional de la moneda eslovena de 2 céntimos, esto provocó cierta consternación en Austria. En 2006, el gobernador de Carintia Jörg Haider trasladó nuevamente la Piedra desde el Museo del Estado de Carintia, en la que descansaba desde 1905, a la Sala de Heráldica del Landhaus de Klagenfurt.